# Légion géorgienne (Allemagne)
Pour les articles homonymes, voir Légion géorgienne.
 (août 2024).
Si vous disposez d'ouvrages ou d'articles de référence ou si vous connaissez des sites web de qualité traitant du thème abordé ici, merci de compléter l'article en donnant les références utiles à sa vérifiabilité et en les liant à la section « Notes et références ».
La Légion géorgienne (en géorgien : ქართული ლეგიონი, kartouli leguioni, en allemand : Georgische Legion) est une unité de l'armée allemande qui comptait principalement des Géorgiens. Elle existe pendant la Première Guerre mondiale, de 1915 à 1917, et pendant la Seconde Guerre mondiale, de 1941 à 1945. Son but de guerre était l'indépendance étatique de la Géorgie vis-à-vis de la Russie ou de l'Union soviétique, promise par les autorités allemandes respectives en cas de coopération militaire.

## Première Guerre mondiale
Pendant la Première Guerre mondiale, la Légion géorgienne a été mise sur pied à Samsun, en Turquie. L'unité compte alors environ 1 500 soldats et est initialement sous le commandant du lieutenant allemand Horst Schliephack. L'officier supérieur géorgien était le major général Leo Keresselidzé.
La légion est recrutée en 1915 sous l'impulsion du comte Friedrich-Werner von der Schulenburg, qui avait été consul allemand dans le gouvernement de Tiflis de 1911 jusqu'au début de la Première Guerre mondiale. Il recrute les soldats dans un camp de prisonniers de guerre turc spécialement créé pour les Géorgiens et les musulmans du Caucase. Il est soutenu par le Comité pour l'indépendance de la Géorgie, fondé en Allemagne. En 1915, le chef d'état-major de l'armée de terre nomme von der Schulenburg à la tête de la Légion géorgienne.
Pendant les combats entre la Russie et l'Empire ottoman, la légion est stationnée dans les montagnes à l'est de Tirebolu, sur les rives de la rivière Harşit, non loin de la Mer Noire. Alors que le gouvernement impérial allemand souhaitait l'utiliser exclusivement en cas de révolte anti-russe en Géorgie, la Turquie s'efforçait de l'utiliser comme unité de volontaires pendant la guerre. Elle n'est pas fortement impliquée dans les combats.
La légion est dissoute en janvier 1917 à la suite de tensions entre le gouvernement turc et le Comité pour l'indépendance de la Géorgie. Ses officiers géorgiens ont ensuite formé le noyau de l'armée nationale de la République démocratique de Géorgie sous le commandement de Keresselidzé.

## Seconde Guerre mondiale
Pendant la Seconde Guerre mondiale, la Légion géorgienne a été créée par la Wehrmacht près de Radom, dans le gouvernement général de Pologne. Elle compte plus de 12 000 soldats répartis dans 12 bataillons, chacun d'eux regroupant environ 800 soldats dans cinq compagnies. À cela s'ajoutent environ 3000 soldats en tant que personnel d'encadrement allemand. Le commandant est le major-général géorgien Chalva Maglakelidze (de), gouverneur général de Tbilissi de 1919 à 1920. Il était assisté d'un état-major de commandement allemand, subordonné au commandement des légions de l'Est.
Les premiers soldats furent recrutés parmi les émigrés géorgiens en Allemagne qui avaient quitté leur pays en 1921 après l'occupation par l'Armée rouge. Le ministère des Territoires occupés de l'Est leur promet que la Géorgie retrouverait son indépendance étatique après la victoire sur l'Union soviétique. Plus tard, des prisonniers de guerre des forces armées soviétiques ont été recrutés dans les camps de prisonniers de guerre. En s'engageant dans la Légion géorgienne, ils obtiennent avant tout une chance d'échapper à la faim, à la maladie et à la mort dans les camps.
Des unités de la Légion géorgienne ont été déployées en 1943, d'abord dans le nord du Caucase, puis en Crimée et, à partir de 1944, en France (dès décembre 1943, le cinquième bataillon de la légion géorgienne est à Périgueux) et aux Pays-Bas. De nombreux soldats géorgiens ont déserté et ont rejoint des mouvements de résistance régionaux.
En novembre 1943, le haut commandement de l'armée de terre envisage de dissoudre le bataillon de campagne géorgien I/9 pour « manque de fiabilité », après la désertion de la 10e compagnie. Il est cependant transféré en Crimée, en partie par voie aérienne et en partie par voie maritime, et affecté à différents endroits au service de sécurité ferroviaire. Le 15 avril 1944, il est évacué par voie maritime vers la Roumanie. Jusqu'au 17 mai 1944, il marche à pied jusqu'à Békéscsaba. Après son transport ferroviaire vers la France et il est affecté à Mazamet et Agen au service de sécurité ferroviaire. En retraite à partir du 19 août 1944, l'unité se rendit aux Alliés le 31 août 1944 dans le département de l'Ardèche.
Le 822e bataillon géorgien d'infanterie a mené l'insurrection géorgienne sur l'île de Texel, aux Pays-Bas, en avril 1945.